# Richeling
Richeling (Duits: Richelingen) is een gemeente in het Franse departement Moselle (regio Grand Est) en telt 313 inwoners (1999). De plaats maakt deel uit van het arrondissement Sarreguemines.

## Geografie
De oppervlakte van Richeling bedraagt 4,2 km², de bevolkingsdichtheid is 74,5 inwoners per km².
De onderstaande kaart toont de ligging van Richeling met de belangrijkste infrastructuur en aangrenzende gemeenten.

## Demografie
Onderstaande figuur toont het verloop van het inwonertal (bron: INSEE-tellingen).